# FC Paços de Ferreira
Futebol Clube Paços de Ferreira je portugalský fotbalový klub z Paços de Ferreira. Klub byl založen v roce 1950 a svoje domácí utkání hraje na Estádio da Mata Real s kapacitou 5 200 diváků.

## Úspěchy
- 3× vítěz Segunda Ligy (1990/91, 1999/00, 2004/05)[2]